# Ausztria himnusza
A Land der Berge, Land am Strome 1947. február 25-e óta Ausztria himnusza. Az Alkotmányozó Bizottság 2011. november 22-én engedélyezte a himnusz szövegének módosítását. Az új szöveg 2012. január 1-jén lépett érvénybe.

## Az osztrák himnusz története
Ausztriában a himnusz dallama 1797 után Németország mai himnuszának dallama volt. Ez a dallam a Nyugat-Magyarországon (ma Burgenland) felnőtt Joseph Haydn szerzeménye, melyet eredetileg egy horvát népdal inspirált.
A második világháború után az akkori oktatási miniszter, Felix Hurdes javaslatára megváltoztatták ezt, hogy ezzel is kifejezzék Ausztria különállását Németországtól.
1946-ban 10.000 schilling díjjal pályázatot írtak ki. 1800 pályázati munka jött be, 30 került a végső listára. 1947. február 25-én Paula von Preradović („Land der Berge, Land am Strome”) című dalát választották ki nemzeti himnusznak. 1947. március 7-én volt ez a himnusz először hallható a rádióban. A szövetségi törvénykönyvben soha nem nyomtatták ki ezt a himnuszt.
Mindennek ellenére ugyanaz a Felix Hurdes 1951-ben javasolta a Haydn-himnusz bevezetését, mert szerinte mélyen beivódott az emberek tudatába. A nemrég elhunyt Karl Renner is ezt javasolta himnuszként. Ez azért nem volt sikeres, mert Németország 1952-ben visszatért a Haydn-himnuszhoz.
1992-ben Paula von Preradović fiai, Otto und Fritz Molden szerzői jogdíjat pereltek az osztrák államtól a dalra, melyet azzal utasítottak el, hogy az a 10 000 schillinggel már meg volt fizetve.
A kilencvenes évek elején a női egyenjogúság nevében több képviselőnő is jelezte, hogy a himnusz első versszakában csak a férfiakra történik utalás. Felvetésük akkor nem hozott eredményt, az új inkluzív szöveget csak 2012-ben vezették be. Ez az eset jól mutatja az elmúlt évtizedek társadalmi változásait, hiszen a szöveg szerzője, Paula von Preradović női íróként saját maga korában nem találta indokoltnak, hogy a szöveg nyelvezete ne csak férfiakra utaljon.

## „Land der Berge”: A dallam
Tizenkilenc nappal 1791. december 5-i halála előtt komponálta Wolfgang Amadeus Mozart az utolsó teljes alkotását, a KV 623-as számú szabadkőműves kantátát. Ennek volt része a KV 623a jegyzékszámú láncdal a „testvérek, nyújtsátok kezeteket szövetségre” címmel. Mai fölismerések szerint a dallam mégsem magától Mozarttól, hanem annak páholyfivérétől, Johann Holzertől (1753–1818) származik.

## A himnusz szövege
| A himnusz eredeti szövege | Magyar fordítása |
| --- | --- |
| Land der Berge, Land am Strome, Land der Äcker, Land der Dome, Land der Hämmer, zukunftsreich! Heimat bist du großer Söhne, Volk, begnadet für das Schöne, Vielgerühmtes Österreich, Vielgerühmtes Österreich! | Hegyek országa, ország a folyam mentén, A mezők országa, a templomok országa, A jövőbe mutató kalapács országa! Nagy fiaid hazája vagy, Népednek tehetsége van a szép iránt, Híres Ausztria, Híres Ausztria! |
| Heiß umfehdet, wild umstritten, Liegst dem Erdteil du inmitten Einem starken Herzen gleich. Hast seit frühen Ahnentagen Hoher Sendung Last getragen, Vielgeprüftes Österreich, Vielgeprüftes Österreich.       | Hevesen körülharcolva, vadul vitatva, Fekszel a földrész közepén, Olyan vagy, mint egy erős szív. Az ősök idejétől fogva Küldetésedet magasra emelted, Sokat megért Ausztria, Sokat megért Ausztria.         |
| Mutig in die neuen Zeiten, Frei und gläubig sieh uns schreiten, Arbeitsfroh und hoffnungsreich. Einig laß in Brüderchören, Vaterland, dir Treue schwören. Vielgeliebtes Österreich, Vielgeliebtes Österreich.  | Bátran az új korban, Szabadon és hittel megyünk előre, Munkát szeretve és reményteljesen, Hazánk, hadd esküdjenek a testvérek Karban hűséget neked, Szeretett Ausztria, Szeretett Ausztria.                  |

| A himnusz új szövege | Magyar fordítása |
| --- | --- |
| Land der Berge, Land am Strome, Land der Äcker, Land der Dome, Land der Hämmer, zukunftsreich! Heimat großer Töchter und Söhne, Volk, begnadet für das Schöne, Vielgerühmtes Österreich, Vielgerühmtes Österreich! | Hegyek országa, ország a folyam mentén, A mezők országa, a templomok országa, A jövőbe mutató kalapács országa! Nagy fiaid és leányaid hazája vagy, Népednek tehetsége van a szép iránt, Híres Ausztria, Híres Ausztria! |
| Heiß umfehdet, wild umstritten, Liegst dem Erdteil du inmitten Einem starken Herzen gleich. Hast seit frühen Ahnentagen Hoher Sendung Last getragen, Vielgeprüftes Österreich, Vielgeprüftes Österreich.           | Hevesen körülharcolva, vadul vitatva, Fekszel a földrész közepén, Olyan vagy, mint egy erős szív. Az ősök idejétől fogva Küldetésedet magasra emelted, Sokat megért Ausztria, Sokat megért Ausztria.                     |
| Mutig in die neuen Zeiten, Frei und gläubig sieh uns schreiten, Arbeitsfroh und hoffnungsreich. Einig laß in Jubelchören, Vaterland, dir Treue schwören. Vielgeliebtes Österreich, Vielgeliebtes Österreich.       | Bátran az új korban, Szabadon és hittel megyünk előre, Munkát szeretve és reményteljesen, Hazánk, hadd esküdjenek ünneplő kórusban hűséget neked, Szeretett Ausztria, Szeretett Ausztria.                                |